# خانه بزی بزرگ
خانه بزی بزرگ مربوط به دوره قاجار است و در دزفول، محله سید محمود واقع شده و این اثر در تاریخ ۱۷ اسفند ۱۳۸۱ با شمارهٔ ثبت ۷۵۷۶ به‌عنوان یکی از آثار ملی ایران به ثبت رسیده است.